# Чорна (Молдова)
Чорна (рум. Ciorna) — село у Резинському районі Молдови. Адміністративно підпорядковане місту Резина.

## Населення
За даними перепису населення 2004 року у селі проживали 1202 особи.
Національний склад населення села:
| Національність       | Кількість осіб | Відсоток   |
| -------------------- | -------------- | ---------- |
| молдавани румуни     | 1175 10        | 97,8% 0,8% |
| українці             | 7              | 0,6%       |
| росіяни              | 7              | 0,6%       |
| цигани               | 1              | 0,1%       |
| інша / без відповіді | 2              | 0,2%       |
| Всього               | 1202           | 100%       |